# Greatest Hits (альбом A*Teens)
«Greatest Hits» — альбом-компиляция шведской группы A*Teens, вышедший в 2004 году и ставший последним альбомом группы.

## Об альбоме
О намерении группы выпустить сборник лучших хитов было объявлено 25 июня 2003 года, менее чем через полгода после релиза предыдущего альбома «New Arrival». Первоначально планировалось, что альбом будет включать четыре новые композиции и выйдет в октябре. Однако в намеченный срок релиз не состоялся, причём никаких комментариев от группы по этому поводу не последовало. Лишь в ноябре на официальном сайте коллектива появилось сообщение, что работа над сборником продолжается. Это же сообщение опровергало ходившие среди фанатов A*Teens и в средствах массовой информации слухи о том, что после релиза «Greatest Hits» группа прекратит существование.
В дальнейшем информации об альбоме появлялось очень мало, и в конце концов он был выпущен только в мае 2004 года. Альбом включал 16 композиций, в том числе четыре с дебютного альбома группы «The ABBA Generation», четыре с «Teen Spirit», пять с «Pop 'til You Drop!» и «New Arrival» (включая «Heartbreak Lullaby», которая выходила только в качестве бонус-трека на международной версии «New Arrival»). Оставшиеся три (а не четыре, как сначала было заявлено) композиции написаны специально для альбома. «I Promised Myself», кавер-версия песни Ника Кэмена 1990 года, стала единственным синглом с альбома. Хотя A*Teens ничего не говорили о своём возможном распаде, видеоклип на «I Promised Myself» носил прощальный характер, как и тексты двух других новых композиций — «The Final Cut» и «With Or Without You». Через два месяца после релиза альбома A*Teens дали своё последнее выступление и группа фактически прекратила существование (что на тот момент официально представлялось как временный перерыв в деятельности).
В шведском чарте альбом достиг лишь 16-й строчки. Он был выборочно выпущен в ряде стран Европы, Азии и Латинской Америки. В США «Greatest Hits» так и не вышел, хотя ещё в августе 2004 года существовали планы ноябрьского релиза там на лейбле Interscope.
Фотография A*Teens на лицевой стороне обложки альбома задумана как воспроизведение старой фотографии 1999 года, размещённой на оборотной стороне обложки. Участники группы сидят в тех же позах, что и на фото пятилетней давности, но Амит и Мари не улыбаются, а все цвета приглушены.

## Список композиций[6]
1. «Mamma Mia» — 3:43
2. «Upside Down» — 3:13
3. «Gimme! Gimme! Gimme! (A Man After Midnight)» — 3:54
4. «Floorfiller» — 3:12
5. «Dancing Queen» — 3:48
6. «A Perfect Match» — 2:59
7. «…To the Music» — 3:20
8. «Halfway Around the World» — 3:38
9. «Sugar Rush» — 3:02
10. «Super Trouper» — 3:50
11. «Heartbreak Lullaby [Ballad Version]» — 4:07
12. «Can’t Help Falling in Love» — 3:04
13. «Let Your Heart Do All the Talking» — 3:24
14. «The Final Cut» — 3:20
15. «With or Without You» — 3:03
16. «I Promised Myself» — 3:31